# Championnats d'Anguilla de cyclisme sur route
Les championnats d'Anguilla de cyclisme sur route sont organisés par la Fédération locale afin de déterminer les champions nationaux anguillais. Ils comprennent une course en ligne ainsi qu'un contre-la-montre. 

## Podiums des championnats

### Course en ligne élites
| Année | Vainqueur          | Deuxième           | Troisième           |
| ----- | ------------------ | ------------------ | ------------------- |
| 2019  | Joseph Hercules    | Zambezi Richardson | Denroy Gumbs        |
| 2021  | Zambezi Richardson | Justin Hodge       | James Morris-Berroa |
| 2022  | Sherwin Osborne    |                    |                     |
| 2024  | Sherwin Osborne    | Delroy Carty       | Justin Hodge        |
| 2025  | Delroy Carty       | Sherwin Osborne    | Carvin Proctor      |

### Contre-la-montre élites
| Année | Vainqueur          | Deuxième       | Troisième       |
| ----- | ------------------ | -------------- | --------------- |
| 2021  | Zambezi Richardson | Denroy Gumbs   | Sherwin Osborne |
| 2025  | Delroy Carty       | Carvin Proctor |                 |

### Course en ligne juniors
| Année | Vainqueur    | Deuxième           | Troisième |
| ----- | ------------ | ------------------ | --------- |
| 2019  | James Morris |                    |           |
| 2022  | Kayden Bryan |                    |           |
| 2025  | Kamari Ruan  | Niquone Richardson |           |

### Course en ligne cadets (U17)
| Année | Vainqueur            | Deuxième      | Troisième         |
| ----- | -------------------- | ------------- | ----------------- |
| 2019  | Deanthony Niles      | Caila Fleming |                   |
| 2022  | Demitri Niles        |               |                   |
| 2025  | Ephraim Hugues-Hodge | Logan Roydon  | Amir Thomas Carty |

### Contre-la-montre cadets (U17)
| Année | Vainqueur    | Deuxième      | Troisième |
| ----- | ------------ | ------------- | --------- |
| 2021  | Kayden Bryan | Hector Rogers |           |
| 2025  | Logan Roydon |               |           |

### Course en ligne masters
| Année | Vainqueur          | Deuxième | Troisième |
| ----- | ------------------ | -------- | --------- |
| 2022  | Terone Hodge-Carty |          |           |